# ParaNorman
(Tagline originale e italiana)
ParaNorman è un film d'animazione del 2012 diretto da Sam Fell e Chris Butler e con protagonisti Kodi Smit-McPhee, Casey Affleck, Anna Kendrick, Leslie Mann, Tempestt Bledsoe e John Goodman. Il film, prodotto da Laika Entertainment, è girato utilizzando la tecnologia stop-motion ed è stato distribuito anche in 3-D.
Il film fu candidato al miglior film d'animazione agli Oscar 2013.

## Trama
Norman Babcock è un ragazzino di undici anni appassionato di zombie e dei film dell'orrore, e che vive in uno squallido quartiere di Blithe Hollow, una cittadina immaginaria ispirata a Salem e tristemente famosa per aver avuto una strega. A scuola viene deriso, emarginato e percepito diverso dagli altri, soprattutto dal bullo Alvin, mentre a casa viene trascurato dalla famiglia.
Norman ha però un dono particolare: è in grado di vedere e parlare con i fantasmi, in particolare la sua defunta nonna, ed è per questo che suo padre Perry è convinto che sia malato di mente. Un giorno, tornando da scuola insieme a Neal, il suo migliore amico che viene preso in giro perché grasso, incontra suo zio Prenderghast, un barbone eccentrico e svitato, che gli racconta che la maledizione della strega è reale, ogni anno si risveglia e lui ha il compito di fermarla, ma siccome non ne è più in grado deve passare l'incarico a un'altra persona che veda i fantasmi, come appunto suo nipote Norman. Questi all'inizio non gli crede, ma, durante una recita scolastica, ha una visione in cui tre uomini lo scambiano per la strega; mentre cerca di fuggire, viene afferrato da un albero che lo avverte dell'imminente arrivo degli zombie. Il ragazzo cerca di raccontarlo ai suoi amici, ma non viene creduto. Suo padre Perry lo mette in punizione.
Il giorno seguente, Norman incontra lo zio Prenderghast, nel frattempo deceduto e divenuto un fantasma, il quale gli racconta che quella notte la strega si sarebbe risvegliata per far resuscitare gli zombie; l'unico modo per fermarla sarebbe stato quello di leggere, presso la sua tomba, un libro che si trova nelle mani del proprio cadavere. Finita la spiegazione, lo spettro ritrova la pace sparendo dalla vista e dai ricordi del nipote.
La stessa sera, Norman scappa di casa: prima raggiunge la casa del defunto zio, riuscendo a recuperare con qualche difficoltà il libro, poi si reca nel cimitero, ma scopre che il libro nelle sue mani è la storia della "bella addormentata". Inaspettatamente, incontra Alvin che lo aveva pedinato e, mentre è distratto a discutere con lui, la strega si materializza librandosi nel cielo sotto forma di nube, per poi resuscitare gli zombie facendoli uscire dalle proprie tombe. Uno di loro, il giudice Hopkins, impone a Norman di fermarsi, ma lui fugge assieme ad Alvin. I due ragazzi si rifugiano nella casa dello zio defunto e Norman, nell'esaminare la sua scrivania, scopre non solo che aveva letto il libro nel posto sbagliato, ma anche che gli zombie erano i sette giudici che avevano processato la strega.
Nel frattempo, la sorella di Norman, Courtney, Neal e suo fratello Mitch, cercano il ragazzo dopo aver saputo da Neal che era andato al cimitero; il trio infine si imbatte in lui e Alvin, i quali si rifugiano nella loro auto. Tutti quanti si accorgono della presenza degli zombie e si mettono alla fuga, ma il giudice Hopkins si arrampica sull'auto. Norman decide di contattare Selma, una ragazzina prodigio sua compagna di scuola, per scoprire dove si trovi la tomba della strega. La ragazzina afferma che la strega era stata seppellita in una tomba senza nome, dopo esser stata processata nel municipio di Blithe Hollow; in quel luogo sono presenti gli archivi che contengono le informazioni sulla strega e la sua tomba. Dopo aver seminato lo zombie del giudice, il gruppo è costretto a raggiungere il municipio a piedi.
Nel frattempo, i non morti invadono la città e i cittadini, terrorizzati e convinti che vogliano far loro del male, li aggrediscono. Gli amici, intanto, hanno raggiunto il municipio ed esaminato gli archivi, senza trovare niente di utile. A questo punto, Norman litiga con tutti loro accusandoli di non venire ascoltato, così viene abbandonato e rimane solo.
Gli zombie fuggono dalla folla inferocita e si rifugiano nel municipio; a sua volta, Norman scappa dal tetto, dove affronta la strega. Tenta di leggerle il libro, ma lei non lo ascolta e distrugge il volume, folgorando Norman che precipita al suolo perdendo i sensi. Tuttavia, il ragazzo ha la visione del giudice Hopkins che accusa la strega, la quale si scopre essere una ragazzina di nome Agata Prenderghast, ovvero un'antenata dello zio Prenderghast e, quindi, dello stesso protagonista Norman; ella venne considerata una strega poiché, esattamente come Norman stesso e lo zio Prenderghast, era in grado di vedere e parlare con i fantasmi. Durante la sua condanna a morte, minacciò i sette giudici e, data l'enorme ingiustizia, le fu concesso di godere della possibilità di vendicarsi: ogni anno, aveva il potere di risvegliarsi per non far riposare in pace i sette giudici; ogni anno, tuttavia, un visionario come lo zio Prenderghast si è recato presso la sua tomba per leggere un libro e farla addormentare, in modo che gli zombie non resuscitassero; la maledizione non è comunque mai cessata.
Quando Norman si risveglia, rimprovera aspramente gli zombie per aver compiuto un'azione orribile. Il giudice Hopkins confessa che avevano condannato a morte Agata perché la temevano. Erano convinti di fare la cosa giusta.
Quando il gruppo viene attaccato dai cittadini che hanno appiccato un incendio nel municipio, Norman insieme agli zombie riesce a salvarlo.
All'inizio la folla è terrorizzata ed è convinta che Norman sia in combutta con gli zombie. Provano ad ucciderlo, ma Courtney interviene in sua difesa. Gli amici cercano di far ragionare la folla, affermando che il protagonista tentava di aiutarli e che gli zombie non volevano far loro del male; spiegano che, un tempo, erano degli uomini come tutti gli altri, pentiti troppo tardi del male commesso in vita. La folla decide di dar credito ai ragazzi del gruppo e ritorna in sé. All'improvviso, tuttavia, Agata comincia a seminare il caos. Courtney incoraggia Norman ad affrontarla e il ragazzino decide di fare una cosa che nessuno aveva mai tentato: parlarle.
Assieme alla sua famiglia e il giudice Hopkins, si reca alla tomba della strega sita in una foresta. Purtroppo però la famiglia viene intrappolata dagli alberi, eccetto Norman che, nel suo cammino, incontra Agata in forma di scintille a sagoma di bambina. Prova a farla ragionare,, ma lei inizialmente non gli dà ascolto. Il ragazzino a questo punto la prende per mano facendola tornare alla sua forma mortale.
La ragazzina racconta che un tempo viveva con sua madre, finché non fu portata via, condannata a morte e, infine, sepolta dentro un albero. Solo dopo la sua narrazione, ritrova la pace addormentandosi e sparendo dalla vista e dai ricordi del suo discendente. Nel frattempo, gli zombie diventano fantasmi e anch'essi ritrovando la pace, sparendo dalla vista e dai ricordi dei cittadini.
Norman finalmente si ricongiunge alla sua famiglia. La città è stata salva grazie alle sue azioni, quindi la sua vita cambia: suo padre accetta il suo dono, riconciliandosi anche con la madre defunta, cioè la nonna di Norman; e quest'ultimo si ritrova unito da un forte legame di amicizia con Neil ed Alvin, il quale si è pentito del male commesso quando faceva il bullo.

## Distribuzione
Il primo teaser trailer del film è stato distribuito dalla Focus Features il 28 ottobre 2011 ed ha la particolarità di non contenere nessuna scena parlata. Il 2 marzo 2012 è stato messo online il secondo trailer del film, della durata di due minuti e mezzo, a cui è seguito il 29 dello stesso mese il trailer internazionale. Il trailer in italiano è stato invece distribuito online il 17 aprile 2012 dalla divisione italiana della Universal Pictures. Il 14 agosto 2012 è stato infine distribuito il trailer finale in lingua inglese del film.
La pellicola è stata distribuita nelle sale statunitensi a partire dal 17 agosto 2012. In Italia è arrivato invece l'11 ottobre 2012.

## Riconoscimenti
- 2013 – Premio Oscar
  - Candidatura per il miglior film d'animazione
- 2013 – British Academy Film Awards
  - Candidatura per il miglior film d'animazione
- 2013 – Annie Award
  - Miglior character design in un film d'animazione a Heidi Smith
  - Miglior animazione dei personaggi in un film d'animazione a Travis Knight
  - Candidatura per il miglior film d'animazione
  - Candidatura per la miglior regia in un film d'animazione a Sam Fell e Chris Butler
  - Candidatura per i migliori effetti animati in un film d'animazione a Andrew Nawrot, Joe Gorski e Grant Lake
  - Candidatura per la miglior scenografia in un film d'animazione a Nelson Lowry, Ross Stewart, Pete Oswald, Ean McNamara e Trevor Dalmer
  - Candidatura per il miglior storyboarding in un film d'animazione a Emmanuela Cozzi
  - Candidatura per la miglior sceneggiatura in un film d'animazione a Chris Butler